# Бенйюре Хуан Антоніо
Хуан Антоніо Бенйюре-і-Хіль ісп. Juan Antonio Benlliure y Gil (*1859, Валенсія — †28 червня 1930, Мадрид) — іспанський художник, брат скульптора Маріано Бенйюре та художника Хосе Бенйюре.
Він дотримувався суворого академізму і працював, як правило, з аквареллю та історичними мотивами (Смерть короля Альфонса ХІІ, Музей сучасного мистецтва, Барселона). Також був чудовим портретистом, змальовував переважно жінок. У цьому мистецтві мав добру репутацію серед мадридської буржуазії та знаті. Серед найвідоміших робіт його Автопортрет, портрет брата Хосе та родичів Херардо Бенйюре та Бласа Бенйюре. Серед найвідоміших робіт аквареллю: «Містичний екстаз (Arrobamiento místico)», «Tocador de tibias» та «Compagnuolo».

## Нагороди
1884 — друга медаль на Національній Виставці Іспанії (Музей сучасного мистецтва в Мадриді)